# Bies van Ede

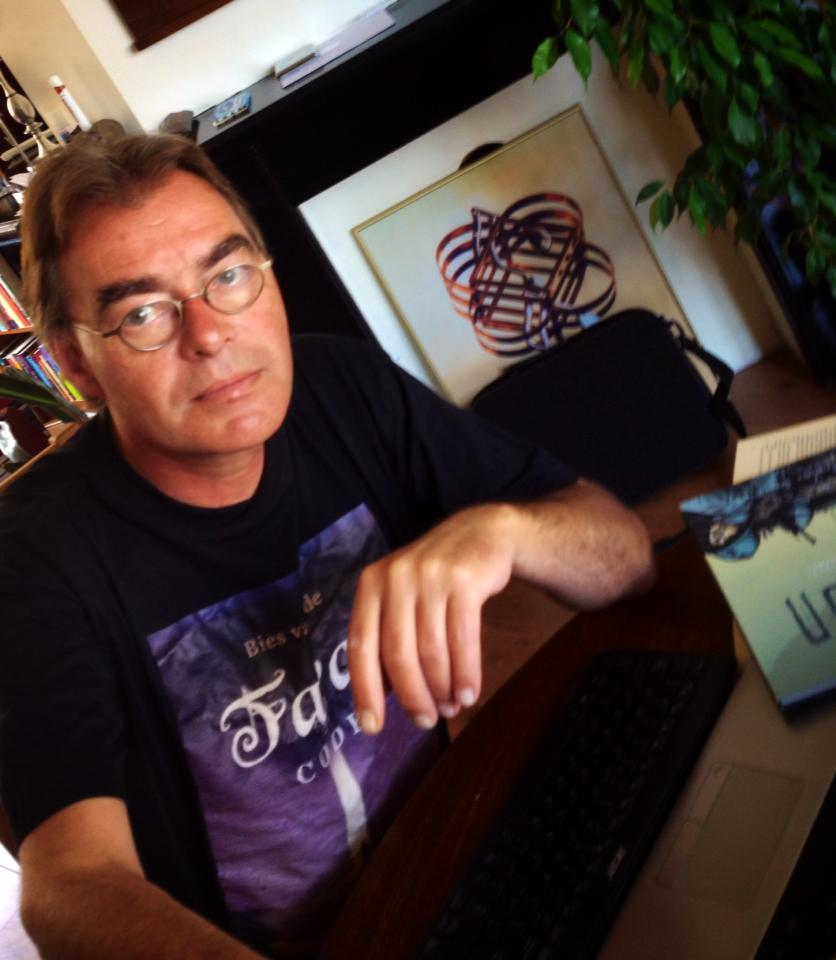
Bies van Ede 2014

Bies van Ede (Badhoevedorp, 27 april 1957) is een Nederlands schrijver van jeugdliteratuur, televisiescenario's, romans, poëzie en liedteksten. Ook maakt hij vertalingen.
Na een korte periode als onderwijzer werkte hij als freelancer bij diverse tijdschriften en als eindredacteur van Haarlems Dagblad. Sinds 1992 is hij voltijds schrijver.

## Productie
Over zijn woonplaats Haarlem schreef hij een vijftal historische jeugdromans. Van Ede was lid van het Griezelgenootschap dat onder voorzitterschap van Paul van Loon het horrorgenre in Nederland populariteit bezorgde. Met Van Loon speelde Van Ede enkele jaren in een popgroep, De Van Loon-Van Ede-band, die vrolijke muzikale griezelshows verzorgde. Na zijn vertrek uit deze band maakte Van Ede in 2004 nog een cd behorend bij het boek Tophits met eigen composities die werd gearrangeerd en geproduceerd door Rick Duijn. Op de cd Nieuwe Ruimte uit 2014 van Rob de Nijs is het nummer De Dichter en de Stad opgenomen dat Van Ede schreef met Eric Coolen, met wie hij deel uitmaakte van het in Haarlem zeer actieve Ampzing Genootschap.
De laatste jaren richt Van Ede zich weer meer op het historische genre, getuige boeken als Vrienden onder vuur over het beleg van Haarlem en Verraad met Sinterklaas over de hongerwinter, maar aangezien hij in vrijwel ieder genre actief is, schreef hij ook de korte roman Slauerhoff Compleet en debuteerde hij in 2006 opnieuw als dichter met de bundel Naar huis in de poëziereeks De Windroos. Het door de Nederlandse Wereldomroep uitgebracht hoorspel De Randen van de Nachtwacht werd in 2006 in zes talen wereldwijd uitgezonden.
In 2023 had Van Ede ruim honderdzestig boeken op zijn naam staan. Met het verschijnen van Kapoerem Kapoerowitzj behaalde hij de mijlpaal van meer dan een half miljoen verkochte boeken in Nederland, variërend van De jacht op de Heilige Graal tot sociaal geëngageerde boeken als Malle Matty is zo gek en Vergeetman en humoristische hersenspinsels als Izaak de Geweldige. In 1996 werd Bloed op de heksensteen genomineerd voor de Nederlandse Kinderjury. In 2008 kwam de polderthriller Doodstil gebaseerd op het Groningse hiv-schandaal van de pers.
Voor de televisie schreef Van Ede onder meer een paar seizoenen de scenario's voor de kleuterserie Koekeloere, hij schreef vier seizoenen van Verhalen uit de Bijbel en was dialoogschrijver en storyliner van de soap Onderweg naar Morgen. In 2009 en 2010 zond Z@pp de achtdelige avonturenserie Het verdwenen verhaal uit.
Met Boudewijn de Groot schreef hij voor de afscheids-cd 't Is mooi geweest van Rob de Nijs het nummer 'Het einde van misschien'. De cd ontving een Edison en behaalde de gouden status. In 2021 verscheen zijn sinds lang aangekondigde eerste roman Foto's van Maria, die hij beschouwde als zijn zwanenzang. In 2023 verschenen de CD's Windveren van Boudewijn de Groot en Mist van De Vreemde Kostgangers. Op beide albums staan teksten van Van Ede.

## Erkenning
In juni 2007 ontving Van Ede de Penning van Verdienste van de stad Haarlem wegens zijn betekenis voor de (jeugd)literatuur. De Spaanstalige versie van zijn hoorspel De Randen van de Nachtwacht ontving in 2007 in New York de Silver World Medal voor 'Best radio drama special'. In de bloemlezing De Nederlandse Kinderpoëzie nam Gerrit Komrij drie gedichten van hem op. Abdelkader Benali koos een verhaal van Van Ede voor zijn bloemlezing De Nederlandse Kinderliteratuur in 100 en enige verhalen. In 2012 won Verdwijnkind de prijs van de Vlaamse Kinder- en Jeugdjury. In mei 2014 werd Van Ede genomineerd voor de Haarlemse cultuurprijs De Olifant. De historische ya-roman Verraad met Sinterklaas uit 2019 werd genomineerd voor zowel de Thea Beckman-prijs als de Nienke van Hichtum-prijs. 
Van Ede is getrouwd en heeft twee kinderen. Hij verblijft een groot deel van het jaar in Zuid-Portugal.

### Kinderboeken
- We hebben Sanne even geleend (Harlekijn 1984, Zwijsen 2002)
- Goliath Gevelsteen (Harlekijn 1985)
- De wereld is niet echt (Harlekijn 1986)
- Geheime Jonas (Harlekijn 1987)
- Onno het varkentje (Met tekeningen van Hans de Beer) (Oberon 1987)
- Toen de duivel op Zuidpunt kwam (Harlekijn 1988/ Van Goor 2002)
- De mensen in de schemering (Harlekijn 1988)
- Jonas in de wallevis (Harlekijn 1989)
- Geloof je het zelf? (Harlekijn 1989)
- De muisjes van Knabbelstad (Oberon 1989)
- De grote verdwijntruuk (Harlekijn 1990)
- Kit Katendrecht op heksenjacht (Harlekijn 1991)
- De stem in de kast (Zwijsen 1993)
- De ondersteboven boot (Van Reemst 1994)
- Gebakken rat met beukenblad (Leopold 1994/ Van Goor 2005)
- Bloed op de heksensteen (Zwijsen 1994)
- Izaak de Geweldige (Zwijsen 1995)
- Tijn en de huismonsters (Leopold 1995)
- Paniek bij het jeugdjournaal (Zwijsen 1995)
- De afschuwelijke hobby van meneer Grambergen (Zwijsen 1995)
- Ik wil geen ridder worden (Zwijsen 1995)
- De neuzenclub (Zwijsen 1996)
- Een knuffel (Zwijsen 1996)
- Achter donkere ramen (Elzenga 1996)
- Toverpoeder (Zwijsen 1996)
- De kat bleef zeven dagen (Leopold 1996)
- Het duivelsbeeld (Zwijsen 1996)
- En de winnaar is... (Zwijsen 1997)
- Duisterlingen dl 2. Maak me niet wakker alsjeblieft (Elzenga 1997)
- Malle Matty is zo gek (Leopold 1997)
- IJskoude handen (Elzenga 1997)
- Puit plep twiet (Zwijsen 1997)
- De heksen van het zwarte licht (Zwijsen 1997)
- Pas op, pas op! (Zwijsen 1998)
- Het babymysterie (Zwijsen 1998)
- Net niet nat (Zwijsen 1998)
- Een hart van suiker (Elzenga 1998)
- Klaar Rover (Zwijsen 1999)
- Ik win wel (Zwijsen 1999)
- De man met de staak (Achter donkere ramen 2) (Elzenga 1999)
- De nietsnutten op de Pookerberg (Zwijsen 1999)
- Het verboden bos (Zwijsen 1999)
- Pas op, de muggen vallen aan! (De inktvis 1999)
- Ik ben lekker koud (Zwijsen 2000)
- De tovenaar van Bakenes (Zwijsen 2000)
- Pas op in het bos (met tekeningen van Camila Fialkowski) (Zwijsen 2000)
- Vlieg op! (Zwijsen, 2000)
- De tovenaarsleerling (Boekenpartners 2000)
- Noodkreet uit de sneeuw (X-1, Elzenga 2000)
- Verdwenen in de nacht (X-2, Elzenga 2000)
- Verborgen sporen (X-3, Elzenga 2001)
- Het wonder van Knock (X-4, Leopold 2001)
- De griezelcamping (Zwijsen, 2001)
- Het behekste klooster (Zwijsen, 2001)
- Gebruik je hersens niet (Zwijsen 2001)
- Tijn en de zeerotten (Leopold 2001)
- Het komkommermeisje (met tekeningen van Thé Tjong-Khing, Fair Trade, 2001)
- Sst! Niets zeggen (Zwijsen 2002)
- Dikke billen op het schoolplein (Zwijsen 2002)
- Ghost in the machine (Zwijsen 2002)
- Circus Oma (Zwijsen 2002)
- De mensenkenner (Van Goor 2002)
- Meneertje Giechel (Zwijsen 2002)
- Het geheim van de herder (Zwijsen 2003)
- De zeemeermin (Zwijsen 2003)
- Koop hier een dier (Zwijsen 2003)
- Oorlog op het ijs (Zwijsen, 2003)
- De meesterdief (Van Goor 2003)
- Portret van een moordenaar (psd. Richard Richmore, De Fontein 2004)
- Zin in onzin (Zwijsen 2004)
- De verborgen toren (Zwijsen 2004)
- Kip in de war (Zwijsen 2005)
- The video clip (Zwijsen 2004)
- Het allerlaatste puzzelstukje (Zwijsen 2004)
- Tophits (Van Goor, 2004)
- Ik was een held! (Zwijsen 2004)
- Typisch Tom: De ruiter zonder hoofd (Zwijsen 2005)
- De behekste Bibliotheek (De Fontein 2005)
- Moord in de Middeleeuwen (ANWB 2005)
- De wereldreiziger (Van Goor 2005)
- Verdwaald op de rivier (Van Goor 2005)
- De laatste elf (Zwijsen 2005)
- The tattoo (Zwijsen 2005)
- Luus vindt een schat (Zwijsen 2005)
- De betoverde kat (Zwijsen 2005)
- De meester van het scherpe zwaard (Van Goor 2005)
- De bende van het kerkhof (Zwijsen 2006)
- Typisch Tom: De zanger zonder stem (Zwijsen 2006)
- Behekste bomen (De Fontein 2006)
- Liegbeest, Leugenaar (Zwijsen, 2006)
- Ik kan het wel! (Zwijsen 2006)
- Mijn lievelingsdier is gebraden kip (Van Goor 2006)
- Bah, pootjes (Zwijsen 2006)
- Julia’s droom (Zwijsen 2006)
- De laatste trein (Zwijsen 2007)
- De Klugt-code (Zwijsen 2007)
- Vleugels van schaduw (Probiblio 2007)
- De man in het zwart (Zwijsen 2007)
- Laat maar waaien (Zwijsen 2007)
- Schatgravers (Zwijsen 2007)
- De marskramer met het boze oog (Zwijsen 2008)
- De dikke man (Zwijsen 2008)
- De drie weesjongens (Zwijsen 2008)
- Het allerlaatste griezelverhaal (Pimento 2008)
- Het verdwenen verhaal (Pimento 2009)
- De ziener zonder ogen (Zwijsen 2009)
- Het dieventeken (Zwijsen 2009)
- Het verdwenen verhaal (Pimento 2009)
- Wat loert daar in het duister? (Zwijsen 2010)
- Weet jij alles over Popmuziek? (Zwijsen 2010)
- Vampier in de vlindertuin (Dierenpark Emmen, 2010)
- Verdwijnkind - Een Biko en Loekie verhaal 1 (winnaar KVJ 2012, Pimento 2010)
- Tijger in de tuin' (Zwijsen 2011)
- De band en de meiden (Holland 2011)
- Me and Mr. Jones (psd. Simone de Jong, Pimento 2011)
- Bitterzoet (psd. Simone de Jong, Pimento 2011)
- Het spook van de Spoorzone (Fontein 2011)
- Onhandig geboren (Zwijsen/EmTé 2012)
- Vergeetman - Een Biko en Loekie verhaal 2 (Pimento 2012)
- Geheime gangen (Zwijsen 2012)
- Poef doet de pan (Zwijsen 2012)
- Stilte in de studio (Zwijsen 2012)
- Vals beschuldigd (psd. Simone de Jong, Pimento 2012)
- Waar gaan we heen? (Zwijsen 2013)
- V3&K Slimmer dan de maffia (Zwijsen 2013)
- De gestolen gitaar (V3&K, onthoud die naam!) (Zwijsen 2013)
- Farao Code (Holland 2013)
- Popster vermist (V3&K onthoud die naam!) (Zwijsen 2014)
- Het bos bij Jos is top (Zwijsen 2014)
- Jos van het bos (Zwijsen 2014)
- Het huis van Tom is een doos (Zwijsen 2014)
- Waar zit Lap? (Zwijsen 2014)
- Sprong in het duister (Moon 2014)
- Huis te koop (Malmberg 2014)
- Kas en Sas en een ei (Malmberg 2014)
- Blijf uit de buurt! (Zwijsen 2015)
- Maffe mensen in de Mooistraat (Zwijsen 2015)
- De diamantenroof (met Paul Post) (Kosmos 2016)
- Wie is er bang voor een draak? (Zwijsen 2017)
- Vrienden onder vuur (Omniboek 2018)
- Het geroofde schilderij (Zwijsen 2018)
- Raar haar (Kluitman 2018)
- Verraad met Sinterklaas (Omniboek 2019)
- Bies van Ede vertelt Het vreemde verhaal van Dr. Jekyll en de heer Hyde (Blossom 2019)
- Adriaan Pauw, heer van Heemstede (met Eric J. Coolen) (St. Adriaan Pauw 2020)
- Kapoerem Kapoerowitzj (Ezo Wolf 2020)
- Bies van Ede vertelt De schat op Schedeleiland (Ezo Wolf 2021)
- De vliegende jongen (Zwijsen 2021)
- Locked-in (Ezo Wolf 2024)

### De Kameleon
Met Maarten Veldhuis onder het pseudoniem B.M. de Roos
- De Kameleon is terug! (Kluitman 2014)
- Knallen met de Kameleon (Kluitman 2015)
- De Kameleon. Onrust in Lenten (Kluitman 2016)

### Poëzie (volwassenen)
- Herinnering aan leven (Wel 1976)
- Van het front geen nieuws (Wel 1978)
- Verhinderd te ontvangen (Wel 1983)
- Naar huis (poëziereeks De Windroos, Uitgeverij Holland 2006)
- Klassereünie (Matchboox 2011)
- Beelden uit de Camera Obscura (illustraties van Eic J. Coolen, Uitgeverij Holland 2012)
- Wachten tot de wereld rond is (Kleinood en Grootzeer 2019)
- Tarzanbocht (Matchboox 2022)
- Een landschap voor wie wil / Verzamelde gedichten 1975 - 2025 (Ezo Wolf Uitgevers 2025)

### Romans
- De jacht op de Heilige Graal (psd. Isengé Bezu, Kosmos 2000)
- Slauerhoff compleet (Gottmer 2001)
- Doodstil (TM Publishers 2008)
- Foto's van Maria (Ezo Wolf 2021)

### In samenwerking
- Wat wijzer met Alfred Jodocus Kwak (met Herman van Veen en Jacques Weijters, Harlekijn 1988)
- Alfred. J. Kwak: Propvol (met Jacques Weijters, Harlekijn 1990)
- Duisterlingen dl 1. In de greep van de duisternis (met Tais Teng en Eddy C. Bertin, Elzenga 1996)
- Duisterlingen dl 2. Het hart van de duisternis
- De Griezeltoer (met Paul van Loon, Elzenga 2001)
- Wie is wie (met Jorgen Hoffman, Zwijsen 2003)
- Het Grote Letterboek (met o.a. Paul van Loon, Zwijsen 2005)
- Wil je met me scheiden (met Martine Koelemeijer, The House of Books 2014)
- Gaston (met Jan Beenen, Eric Coolen, Henk Tijbosch, Alain Timmers, gedichten, 2014)
- Lizzy (met Peter Hammann, Eric Coolen, Henk Tijbosch, gedichten, In den Blijde Druk, 2015)
- Alle hens! (met Peter Smit, Annemarie Bon, Lyda Dijkstra, Marcel van Driel, Kluitman 2016)
- Haarlem ongelogen (Met Fjodor Buis, 2017)

### Verhalenbundels
- Denkend aan Haarlem (Gottmer/Schuyt1995)
- Waar verteld (Leopold 1996)
- Magische tekens (Leopold 1997)
- Een dikke pil (Gottmer/Schuyt1999)
- Goed fout (Kwintensens 2000)
- Ratjetoe (voor clini-clowns, X-Plore 2001)
- De zee, de zee (Van Goor 2002)
- Diep in het bos (Van Goor 2003)
- Gehaktbal in de aanval (verzamelde verhalen, Zwijsen 2005)

#### Met het Griezelgenootschap
- Griezellige feestdagen (Elzenga 1994)
- Griezellige beesten (Elzenga 1995)
- Griezellige vertellingen (Elzenga 1996)
- Griezellige tijden (Elzenga 1997)
- Griezellige klanken (Elzenga 1998)
- Griezelverzen 1 (Elzenga 1998)
- Griezellige schooldagen (Elzenga 1999)
- Griezelverzen 2 (Elzenga 1999)
- Griezellige gasten (Elzenga 2000)
- Griezellige hobby’s (Leopold 2001)
- Aye aye kapitein, Griezellige zeeverhalen (Leopold 2002)
- Griezellige bosverhalen (Leopold 2003)

### Bloemlezingen
- Vuurslag (Wolters Noordhoff 1984)
- Taptoeter (Dijkstra 1984)
- De dichter is een tovenaar (Lannoo, 2001)
- 30 Verhalen uit de Griezelclub (Elzenga 1997)

### Muziekdidactiek
- Klankvormen (met Cees West, Wolters Noordhoff 1981)
- Muzi-kanten (Zwijsen, 1981)
- De Echoput dl 1. en dl 2. (Servire 1983, Panta Rhei 1997)

### Cd's
- De Magische Griezeltoer (Van Loon-Van Ede Band, 2001)
- Heartbreakers (liedjes bij de gelijknamige musical, 2003)
- Tophits! (liedjes bij het gelijknamige boek, 2004)
- Blikschade (met het Ampzing Genootschap, 2005)
- De solipsist (lied voor Lennaert Nijgh, met het Ampzing Genootschap, 2006)
- De solipsist (met zang van Boudewijn de Groot, Josee Koning, Mylou Frencken, Jessica van Noord, 2013)
- Blik op oneindig (met de Ampzing Delegatie, 2007)
- Zin (De Biessessies) 2015 (met o.a. Joel de Tombe, Erik van Muiswinkel, Boudewijn de Groot)

### Stripscenario's
- De 4-5-6 (met Jolet Leenhouts, Taptoe, jrg 1981-83)
- Juf! (met Camilla Fialkowski.Maan Roos Vis, Zwijsen jrg 1, 2003-04)
- Pompom (met Marjolein Krijger, Rompompom, Zwijsen jrg 1, 2005-06)

### Verzamelbundels
- Een rugzak vol verhalen: Izaak de Geweldige en andere verhalen (Zwijsen)
- De neuzenclub en andere verhalen (Zwijsen)
- AVI 6 - Toppers (Izaak de Geweldige, de neuzenclub, de nietsnuten op de Pookerberg, Zwijsen)
- Gehaktbal in de aanval (verzamelde verhalen, Zwijsen 2005)

### Vertalingen
- Zo zijn onze manieren (Oberon 1988)
- Oom Arnold en de blauwe muts (Oberon 1985)
- Regenbogen van de maan (Facet 1993)
- Zeekat en koning Draak (Prometheus 2002)
- Helemaal gewoon Klaartje Boon (Van Goor 2004)
- Klaartje Boon spelt P.R.O.B.L.E.M.E.N. (Van Goor 2005)
- Het grote boek der toverkunsten (De Fontein 2005)
- De Geestenjager: De Laatste leerling (De Fontein 2007)
- De Geestenjager: De Vloek (De Fontein 2008)
- Bezeten (Pimento 2008)
- Sara's broer (Pimento 2009)
- De ongelooflijk bijzondere boekeneter (Pimento 2009)
- De Geestenjager: Het geheim (Fontein 2009)
- Kermis in de hel (TM Publishers 2009)
- Het hart in de fles (Pimento 2010)
- Een kerstvertelling (De Fontein 2010)
- Vast (Pimento 2011)
- Dracula (Bontekoe Zip-reeks 2013)
- Frankenstein (Bontekoe Zip-reeks 2013)
- Jane Austen (Bontekoe Zip-reeks 2013)
- Oliver Twist (Bontekoe Zip-reeks 2013)
- Het mysterie van de fluitende grotten (Kluitman 2013)
- Het mysterie van het middernachtelijke spook (Kluitman 2013)
- Het mysterie van het verdwenen goud (Kluitman 2014)
- Het mysterie van het verdwenen kunstwerk (Kluitman 2014)
- Rare Romeinen (Kluitman 2014)
- Het moeder/zoon handboek (Kosmos 2014)
- Peter de Grote (Kosmos 2015)
- Alleen op de vlucht (Omniboek 2016)
- De Eetwijze(r) (Omniboek 2017)
- Mengele's apotheker (Omniboek 2018)
- Nicolaas en Alexandra (Omniboek 2018)
- De dag dat de nazi's kwamen (Omniboek 2019)
- Otto Skorzeny (Omniboek 2020)
- Doodgewone Mannen (Omniboek 2020)
- Het geval Charles Dexter Ward (Ezo Wolf 2022)
- De Vampyr (Ezo Wolf 2024)

### Toneel/musicals
- De reünie (BVP 1981)
- De geheime piratenzender (met Tom Hofmann, BVP 1982)
- Bonje in de Buitenhof (met Harry Beishuizen, BVP 1983)
- Fade in, fade out (Toneelschuurproductie 1978)
- De orgelman (N.H. Phil. Orkest Haarlem, 1992)
- Wakker worden, slapen gaan/Feestlift (Jingo Music, 1984/1988)
- Egbert van Ballegooyen (NPO Haarlem, 1994)
- Nicole Kennedy (NPO Haarlem, 1996)
- Heartbreakers (met Paul van Loon & band, Nederlandse Hartstichting 2003)

### Hoorspelen
- Carlo Cassius en het Stradivarius mysterie (NPO 1993)
- De Randen van de Nachtwacht (RNW 2006)

### Televisiescenario's
- Niet Storen AUB (2 afl., VPRO 1988)
- Format en diverse afleveringen Telekids (Véronique 1989)
- Groentjes (12 afl., VARA 1991)
- Onderweg naar Morgen (scenario's en storylines, Tros/Veronica 1994-1995)
- Verhalen uit de Bijbel (4 afl., NOT 1996)
- Licht boven Bethlehem (NOT 1996)
- Wonderlijke ontmoetingen (Verhalen uit de Bijbel 2, 4 afl., NOT 1997)
- De man op de ezel (Verhalen uit de Bijbel 3, 4 afl., Teleac/NOT 1998)
- Koekeloere (afl. 54-109, seizoen 97/98-98/99, Teleac/NOT 1997/1999)
- Post uit de Antillen (Teleac/NOT 1998)
- Op zoek naar David (Verhalen uit de Bijbel 4, 3 afl., Teleac/NOT 1999)
- Het Liefdespaleis (3 afl., Teleac/NOT 1999)
- De Zeedijk (afl. 1-12, RTL 4 1999)
- Media onder het mes (Teleac/NOT 2001)
- Vroeger & Zo, afl. 1-6 (Teleac/Not 2001/2002)
- Binnenkomen, binnen blijven (afl. 1-6, Teleac 2002)
- Het verdwenen verhaal, afl. 1-8 (Schooltv 2009)
- Van God Los-de serie, afl. Wiet (met Paul Jan Nelissen, BNN 2011)